# Sensus fidelium
Sensus fidei (sentido da fé), também chamado sensus fidelium (sentido dos fiéis) é, segundo o Catecismo da Igreja Católica, "a apreciação sobrenatural da fé por parte de todo o povo, quando, dos bispos aos os últimos dos fiéis, eles manifestam um consentimento universal em matéria de fé e moral”.  Citando o documento Lumen gentium do Concílio Vaticano II, o Catecismo acrescenta: «Por este apreço da fé, suscitado e sustentado pelo Espírito da verdade, o Povo de Deus, guiado pela sagrada autoridade do magistério, ... recebe... .a fé, uma vez por todas entregue aos santos. ... O Povo adere infalivelmente a esta fé, penetra-a mais profundamente com julgamento correto e aplica-a mais plenamente na vida diária."  O fundamento disso pode ser encontrado nas palavras de Jesus em Mateus 16:18 de que "as portas do inferno não prevalecerão contra ela", onde "ela" se refere à "Igreja", isto é, o povo do Senhor que leva adiante a tradição viva de crenças essenciais ao longo da história, com os Bispos supervisionando que esta tradição não persiga o caminho do erro.
Também são usados os termos sensus fidei fidelium (sentido da fé por parte dos fiéis) e sensus fidei fidelis (sentido da fé por parte de cada fiel).

## Entendimentos oficialmente excluídos

### Visões de leigos sozinhos
O Concílio Vaticano II deixou claro que sensus fidelium (sentido dos fiéis) não significa sensus laicorum (sentido dos leigos), como se fosse um carisma concedido aos leigos isolados da hierarquia da Igreja Católica, e como se o clero não foi incluído entre "os fiéis". Ele afirmou:

 A totalidade dos fiéis que receberam a unção do Santo (cfr. Jo. 2, 20 e 27), não pode enganar-se na fé; e esta sua propriedade peculiar manifesta-se por meio do sentir sobrenatural da fé do povo todo, quando este, «desde os Bispos até ao último dos leigos fiéis» (22), manifesta consenso universal em matéria de fé e costumes. Com este sentido da fé, que se desperta e sustenta pela acção do Espírito de verdade, o Povo de Deus, sob a direcção do sagrado magistério que fielmente acata, já não recebe simples palavra de homens mas a verdadeira palavra de Deus.
Declarava que Cristo cumpre seu ofício profético "não apenas por meio da hierarquia que ensina em seu nome e com sua autoridade, mas também por meio dos leigos, a quem fez suas testemunhas e aos quais deu entendimento da fé [ sensus fidei ] e uma atratividade na palavra, para que a força do Evangelho resplandeça na sua vida social e familiar quotidiana.
Segundo Santo Agostinho de Hipona: "para vós sou bispo, juntamente convosco sou cristão" (em latim: vobis sum episcopus, vobiscum sum christianus).

### Independente do magistério da Igreja
Em um discurso à Comissão Teológica Internacional em 7 de dezembro de 2012, o Papa Bento XVI distinguiu entre o significado autêntico de sensus fidei e um entendimento falsificado: "Certamente não é uma espécie de opinião eclesial pública, e invocá-la para contestar os ensinamentos do Magistério seria impensável, pois o sensus fidei não pode ser desenvolvido autenticamente nos crentes, exceto na medida em que eles participam plenamente da vida da Igreja, e isso exige uma adesão responsável ao Magistério, ao depósito da fé.
Esta distinção foi expressa também pelo Concílio Vaticano II na passagem acima citada, na qual afirma que o discernimento dos fiéis em matéria de fé e moral "exerce-se sob a guia do sagrado magistério, em fiel e respeitosa obediência aos qual o povo de Deus acolhe aquilo que não é só a palavra dos homens, mas verdadeiramente a palavra de Deus".
O que pode ser uma opinião contrária foi expressa em um artigo da equipe editorial do periódico norte-americano National Catholic Reporter: "O beato John Henry Newman disse que há três magistérios na Igreja: os bispos, os teólogos e o povo. Sobre a questão da ordenação de mulheres, duas das três vozes foram silenciadas, e é por isso que a terceira voz agora deve se fazer ouvir. . . . Nossa mensagem é que acreditamos que o sensus fidelium é que a exclusão das mulheres do sacerdócio não tem base sólida nas Escrituras ou em qualquer outra justificativa convincente; portanto, as mulheres devem ser ordenadas. Ouvimos o assentimento fiel a isso em inúmeras conversas em salões paroquiais, salas de aula e reuniões familiares. Foi estudado e rezado individualmente e em grupos." Um ramo da Cardinal Newman Society contestou essa visão citando o que o Papa disse coincidentemente apenas quatro dias depois, e comentando: "Não é preciso procurar muito nos círculos católicos hoje em dia para encontrar alguma menção de sensus fidelium, que significa literalmente 'senso de fé'. ... Recentemente, o termo foi mal utilizado para defender o 'casamento' entre pessoas do mesmo sexo, a contracepção e até mesmo a ordenação de mulheres. É uma forma de 'Magisterium by Gallup' em que uma pessoa argumenta que a maioria dos católicos concorda com eles em um assunto, então mesmo que o Magisterium diga o contrário, eles têm o trunfo por causa do sensus fidei ." A visão real do cardeal Newman é que somente a Ecclesia docens ("Igreja docente", magistério) discerne, discrimina, define, promulga e reforça qualquer porção da tradição dos Apóstolos comprometida com toda a Igreja.
O cardeal Charles Journet escreveu que o sensus fidei "não é um ensinamento nem um magistério, mas apenas a convicção sentida de uma verdade". Os crentes podem misturar com sua fé dados ou sentimentos estranhos a ela e, portanto, precisam, disse ele, "ser ajudados, dirigidos, julgados pelo magistério divinamente assistido". O magistério, por sua vez, "tem a tarefa de discernir e confirmar o que é pré-sentido, indicado e antecipado pelo sensus fidei".

### Identificado com a opinião predominante
A Congregação para a Doutrina da Fé descartou a "argumentação sociológica segundo a qual a opinião de um grande número de cristãos seria uma expressão direta e adequada do "sentido sobrenatural da fé" ( sensus fidei ). Ela comentou: "O crente ainda pode ter opiniões errôneas, pois todos os seus pensamentos não brotam da fé. Nem todas as idéias que circulam entre o Povo de Deus são compatíveis com a fé. Tanto mais que as pessoas podem ser influenciadas por uma opinião pública influenciada pelos meios de comunicação modernos. Não é sem razão que o Concílio Vaticano II sublinhou o vínculo indissolúvel entre o sensus fidei e a orientação do Povo de Deus pelo magistério dos Pastores. Essas duas realidades não podem ser separadas."
A propósito de julgar a atitude refletida nas atividades da Inquisição, o Papa João Paulo II afirmou: “Os teólogos serão guiados por uma distinção em sua reflexão crítica: a distinção entre o autêntico sensus fidei e a mentalidade predominante em uma época específica que pode ter influenciado sua opinião. O sensus fidei deve ser solicitado a exercer os critérios de um julgamento nivelado da vida da Igreja no passado."
O cardeal teólogo Georges Cottier escreveu: “Obviamente, o sensus fidei não se identifica com o consenso da maioria, não se define com base nas estatísticas das pesquisas. Na história da Igreja aconteceu que em certos contextos o sensus fidei foi manifestado por indivíduos isolados, santos solteiros, enquanto a opinião geral se apegou a doutrinas não conformes à fé apostólica."
Em vez disso, Donal Dorr comentou criticamente sobre o que ele vê como o fracasso da Igreja em ouvir efetivamente o que ele vê como o sensus fidei, que ele talvez procura nos países do Terceiro Mundo, uma vez que ele também fala do ensino social católico real como mostrando uma doutrina ocidental e inclinação etnocêntrica.
Dirigindo-se a um grupo de teólogos em dezembro de 2013, o Papa Francisco disse: “Pelo dom do Espírito Santo, os membros da Igreja possuem um ‘sentido da fé’. É uma espécie de 'instinto espiritual' que nos faz sentire cum Ecclesia [pensar com a mente da Igreja] e discernir o que está em conformidade com a fé apostólica e está no espírito do Evangelho. É claro que o sensus fidelium não pode ser confundido com a realidade sociológica de uma opinião majoritária. É, portanto, importante — e uma das vossas tarefas — desenvolver critérios que permitam discernir as expressões autênticas do sensus fidelium. …Esta atenção é da maior importância para os teólogos. O Papa Bento XVI frequentemente indicava que o teólogo deve permanecer atento à fé vivida pelos humildes e pequenos, aos quais aprouve ao Pai revelar o que Ele havia escondido dos sábios e dos sábios.

### Preocupado com o governo da Igreja
Confundir o sensus fidelium ou sensus fidei com questões de governo afasta-se do ensinamento do Concílio, que o aplica ao magistério da Igreja.
O Concílio Vaticano II, citado acima, falou do sensus fidei como relativo à demonstração de "acordo universal em matéria de fé e moral", um "discernimento em matéria de fé... obediência fiel e respeitosa à qual o povo de Deus aceita aquilo que não é apenas a palavra dos homens, mas verdadeiramente a palavra de Deus”.

## Uso pelo magistério
O consenso entre os fiéis é um testemunho poderoso da verdade de uma doutrina, mas esse consenso não é o que torna a doutrina verdadeira. O consenso é um resultado, não uma causa da verdade da doutrina.
O sensus fidei, o consentimento universal, dos bispos até o último dos fiéis, em matéria de fé,  precedeu a definição dos dogmas marianos da Imaculada Conceição e da Assunção de Maria: o Papa Bento XVI disse: "A fé tanto na Imaculada Conceição como na Assunção corporal da Virgem já estava presente no Povo de Deus, enquanto a teologia ainda não havia encontrado a chave para interpretá-la na totalidade da doutrina da fé. O Povo de Deus, portanto, precede os teólogos e tudo isso graças àquele sensus fidei sobrenatural, ou seja, aquela capacidade infundida pelo Espírito Santo que nos qualifica para abraçar a realidade da fé com humildade de coração e mente. Neste sentido, o Povo de Deus é o 'mestre que vai primeiro' e depois deve ser mais profundamente examinado e intelectualmente aceito pela teologia." Em cada caso, o dogma foi definido "não tanto pelas provas da Escritura ou da tradição antiga, mas por um profundo sensus fidelium e pelo Magistério". Cada um dos dois papas em questão consultou os bispos do mundo sobre a fé da comunidade católica antes de definir o dogma.